# Lymanopoda luttela
Lymanopoda luttela är en fjärilsart som beskrevs av Archibald C. Weeks 1901. Lymanopoda luttela ingår i släktet Lymanopoda och familjen praktfjärilar. Inga underarter finns listade i Catalogue of Life.